# 北京地下鉄SFM12型電車
北京地下鉄SFM12/42型電車（ペキンちかてつSFM12/42がたでんしゃ）は、北京地下鉄8号線で運転されている電車。

## 概要
SFM12型電車は四方機車車輌で39編成（08 001 - 08 039）生産された。
SFM42型電車は四方機車車輌で73編成（08 041 - 08 112）生産された。

## 編成
両端の先頭車が制御車、中間車3両が電動車、1両が付随車からなる、MT比3M3Tの6両編成である。
- 車内の様子（2021年12月）
- VVVFインバータ装置（08 040編成のみ）

| スタブアイコン | サブスタブ | この項目は、まだ閲覧者の調べものの参照としては役立たない、鉄道に関連した書きかけの項目です。この項目を加筆・訂正などしてくださる協力者を求めています（P:鉄道/PJ:鉄道）。 |